# 2563 Boyarchuk
2563 Boyarchuk (1977 FZ) là một tiểu hành tinh vành đai chính được phát hiện ngày 22 tháng 3 năm 1977 bởi Chernykh, N. ở Nauchnyj.